# چرک‌نویس (فیلم)
چرک‌نویس عنوان فیلم ویدئویی به کارگردانی علی جناب و ساخته شده در سال ۱۳۹۲ است که در شهریور ماه سال ۱۳۹۳ توزیع شد.

## بازیگران
| بازیگر       | نقش        |
| ------------ | ---------- |
| حامد بهداد   | حمید       |
| شبنم درویش   | لیلا       |
| علیرضا کمالی | بهمن       |
| مجید مظفری   | ناشر       |
| زهیر یاری    | بازرس      |
| نیکی مظفری   | خواهر حمید |
| نیره فاهانی  | ناظر قتل   |
| علی تاجیک    |            |

## سایر عوامل
- صدابردار: منور شهبازی
- صداگذار: حسین ابوالصدق
- طراح صحنه و لباس: سعید مربی
- طراح چهره‌پردازی: نازنین سرابی، آرمین مظفری
- عکاس: صبا سیاهپوش
- مدیر تولید: مهدی چراغی

## جزئیات
- ژانر: درام، ترسناک
- رنگ: رنگی
- صدا: مونو
- لوکیشن: تهران

## خلاصه فیلم
حمید فراهانی (با بازی حامد بهداد) نویسنده جوانی است که در زندگی خود با مشکلات بسیاری درگیر است. او که به همسرش (با بازی شبنم درویش) شک دارد، نوشتن رمان جدید خود را تحت عنوان «دست نوشته‌هایت را بسوزان» در شرایطی سخت و تلخ آغاز می‌کند. غافل از اینکه یک بیمار روانی اطراف محل سکونت او و همسرش پرسه می‌زند...